# Xã Lee, Quận Beltrami, Minnesota
Xã Lee (tiếng Anh: Lee Township) là một xã thuộc quận Beltrami, tiểu bang Minnesota, Hoa Kỳ. Năm 2010, dân số của xã này là 51 người.